# Hosena
Hosena (sorbio: Hóznja) es una pedanía de Senftenberg en el distrito de Alto Bosque del Spree-Lusacia, perteneciente al estado federal de Brandenburgo. Se encuentra en la parte septentrional de la Alta Lusacia, cerca del Senftenbeger See.

## Historia

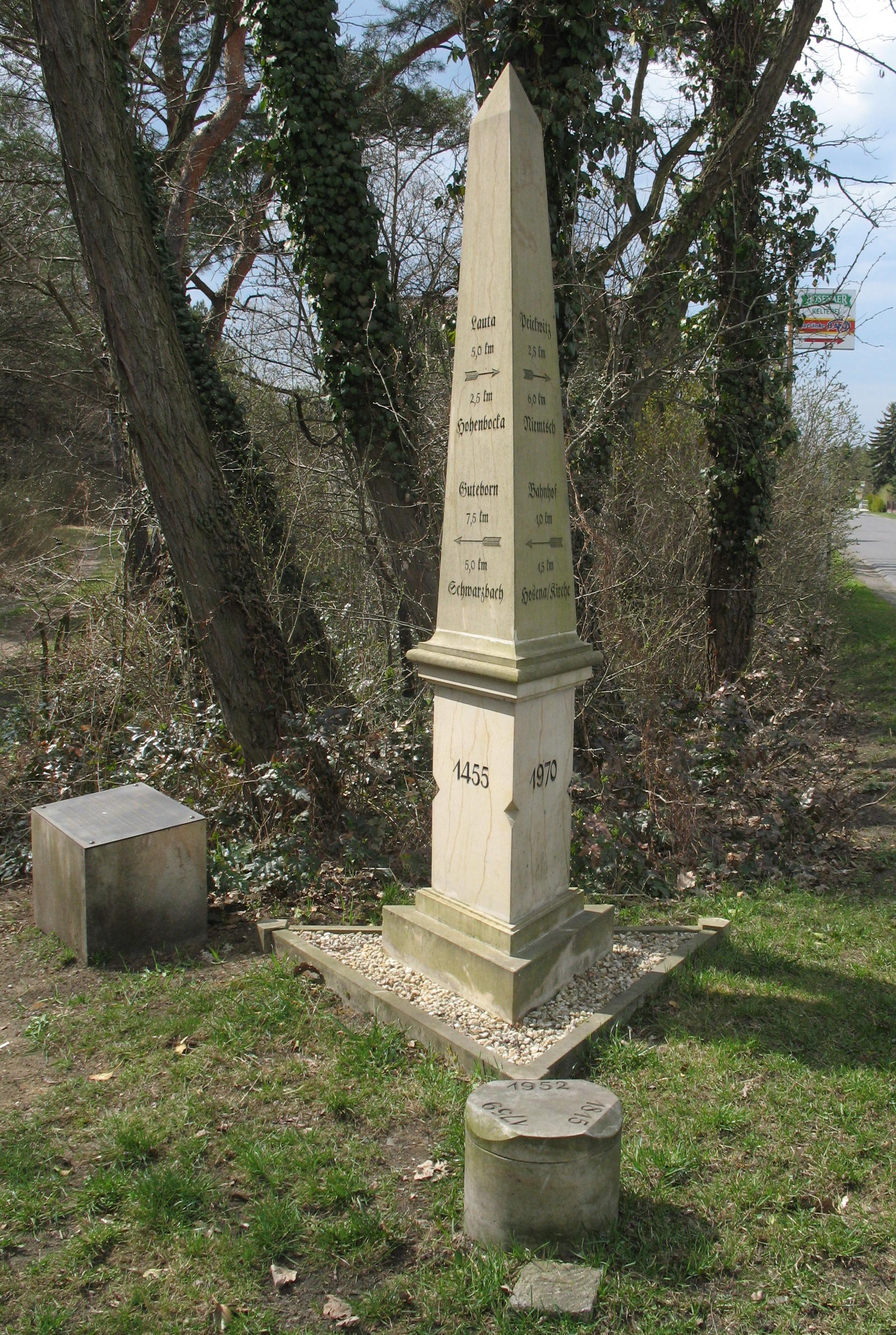
Obelisco "Peickwitz Flur"

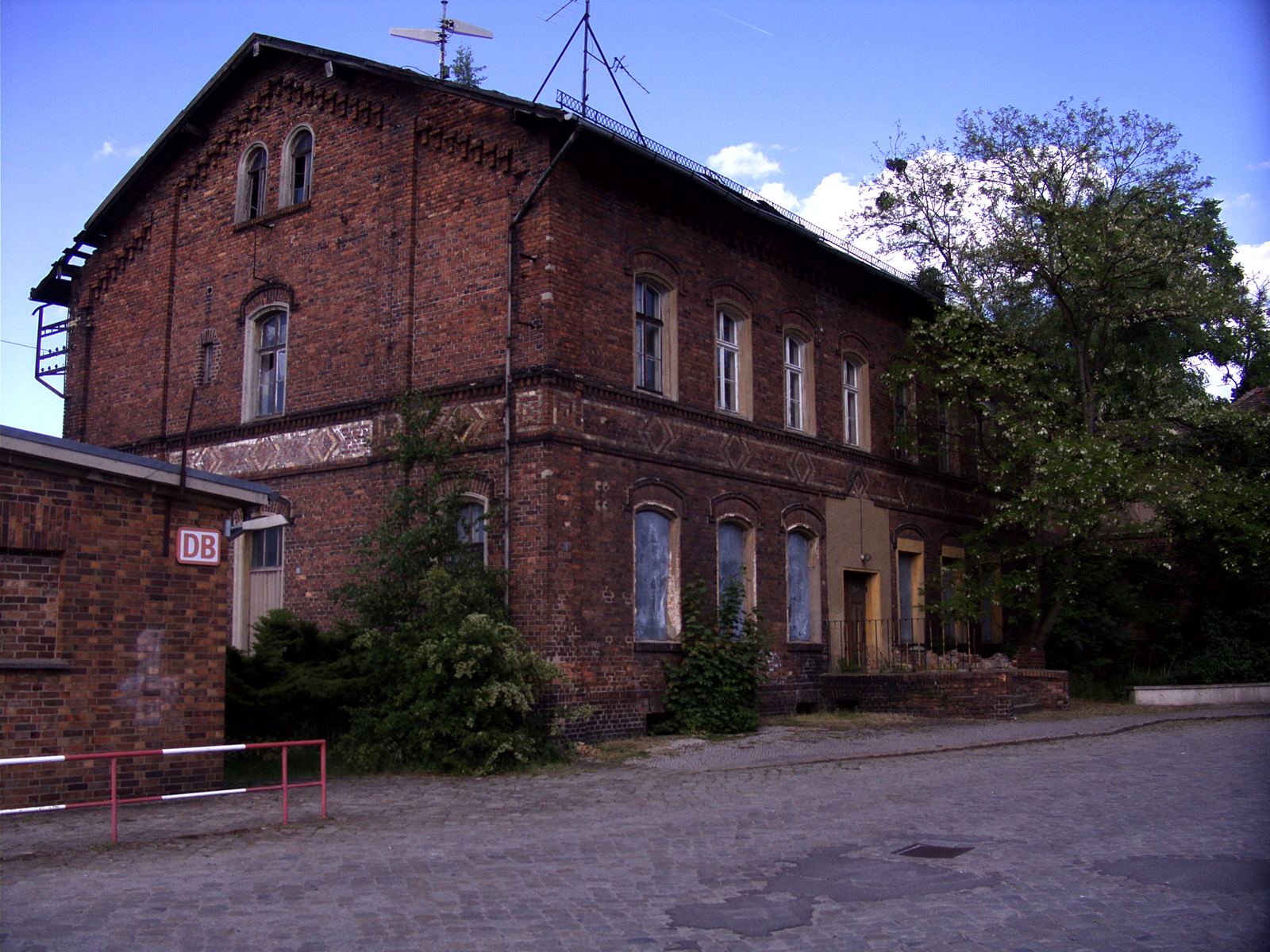
Estación de tren de Hosena.

### Origen del nombre
La primera cita documentada de Hosena aparece en 1420 en eslavo antiguo como gozd o hozd, que significa bosque seco, y en wendo, Waldort, zona boscosa. El nombre fue derivando en Hoznja, Hozne y Hosna, hasta que aparece como Hosen en 1687.

### Historia de Hosena
En su historia temprana, Hosena pertenecía a la provincia sorbia de Milska (Bautzen). El distrito de Hoyerswerda controlaba sus tierras cultivables, su cabaña ovina y sus tres molinos en censo enfitéutico. Su población en 1575 se estima en 68 habitantes. En 1691 un incendio arrasó todo el pueblo. 
En 1874 se hallaron depósitos de sílice y la localidad ganó fama por sus explotaciones e industrias del vidrio. Hasta entonces, Hosena era considerada un páramo baldío y pobre debido a la infertilidad de su suelo arenoso. A medida que se agotaron las canteras, éstas fueron transformadas en pequeños lagos o piscinas para el baño. Como consecuencia, se fundó en 1899 el Wasserclub de Hosena.  
En 1896 se inauguró la primera fábrica de vidrio en Peickwitz Flur por Mansuet Eibenstein (hoy en día, Züblin Stahlbau GmbH), que sería cerrada en 1929 a causa de la Gran Depresión. En 1906 se fundó otra fábrica de vidrio, "Gebrüder von Streit" Hosena-Hohenbocka, que pasó a llamarse "Ostglas Hosena" de 1948 a 1951 y "VEB Glaswerk Hosena" hasta 1993, cuando cesó la actividad definitivamente.
En 1970 se incorporó a Hosena el asentamiento de Peickwitzer Flur, que se había levantado en plena industrialización para proporcionar viviendas a los trabajadores del ferrocarril y de la industria del vidrio. En julio de 2009 se levantó una columna de 2,6 metros de alto en su honor.
Desde el 31 de diciembre de 2001, Hosena pertenece administrativamente a la ciudad de Senftenberg.

### Batalla de Koschenberg

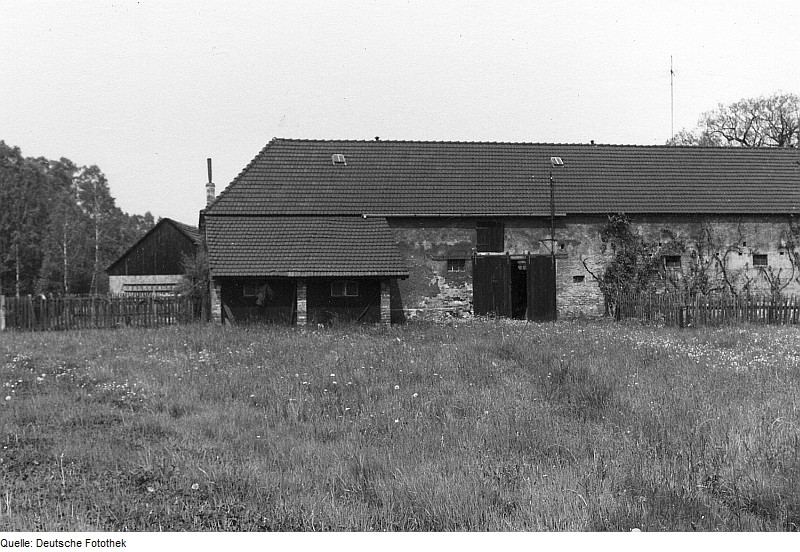
Blutmühle – El legendario campo de batalla de Koschenberg.

Según la leyenda, en el año 923 tuvo lugar en Hosena la batalla definitiva entre el rey Enrique I el Pajarero y los wendos que residían en el monte Koschenberg bajo el mando de Radbot. El rey Enrique recibió apoyo del Margrave Gero, quien, durante la batalla, hendió con su espada el casco de Radbot, atravesándole el cráneo. Cuando los wendos vieron caer a su líder, huyeron y abandonaron el lugar. Esta batalla también se conoce como la "Batalla del Molino de Sangre" (Schlacht an der Blutmühle). 

### Demografía
| Evolución demográfica de Hosena desde 1875 hasta 2000 | Evolución demográfica de Hosena desde 1875 hasta 2000 | Evolución demográfica de Hosena desde 1875 hasta 2000 | Evolución demográfica de Hosena desde 1875 hasta 2000 | Evolución demográfica de Hosena desde 1875 hasta 2000 | Evolución demográfica de Hosena desde 1875 hasta 2000 | Evolución demográfica de Hosena desde 1875 hasta 2000 | Evolución demográfica de Hosena desde 1875 hasta 2000 | Evolución demográfica de Hosena desde 1875 hasta 2000 | Evolución demográfica de Hosena desde 1875 hasta 2000 | Evolución demográfica de Hosena desde 1875 hasta 2000 | Evolución demográfica de Hosena desde 1875 hasta 2000 |
| Año                                                   | Habitantes                                            | Año                                                   | Habitantes                                            | Año                                                   | Habitantes                                            | Año                                                   | Habitantes                                            | Año                                                   | Habitantes                                            | Año                                                   | Habitantes                                            |
| ----------------------------------------------------- | ----------------------------------------------------- | ----------------------------------------------------- | ----------------------------------------------------- | ----------------------------------------------------- | ----------------------------------------------------- | ----------------------------------------------------- | ----------------------------------------------------- | ----------------------------------------------------- | ----------------------------------------------------- | ----------------------------------------------------- | ----------------------------------------------------- |
| 1875                                                  | 700                                                   | 1933                                                  | 2202                                                  | 1964                                                  | 2475                                                  | 1989                                                  | 2283                                                  | 1993                                                  | 2128                                                  | 1997                                                  | 2095                                                  |
| 1890                                                  | 700                                                   | 1939                                                  | 2586                                                  | 1971                                                  | 2853                                                  | 1990                                                  | 2226                                                  | 1994                                                  | 2109                                                  | 1998                                                  | 2060                                                  |
| 1910                                                  | 1500                                                  | 1946                                                  | 2598                                                  | 1981                                                  | 2511                                                  | 1991                                                  | 2148                                                  | 1995                                                  | 2104                                                  | 1999                                                  | 2072                                                  |
| 1925                                                  | 1853                                                  | 1950                                                  | 2662                                                  | 1985                                                  | 2383                                                  | 1992                                                  | 2117                                                  | 1996                                                  | 2125                                                  | 2000                                                  | 2054                                                  |

## Monumentos

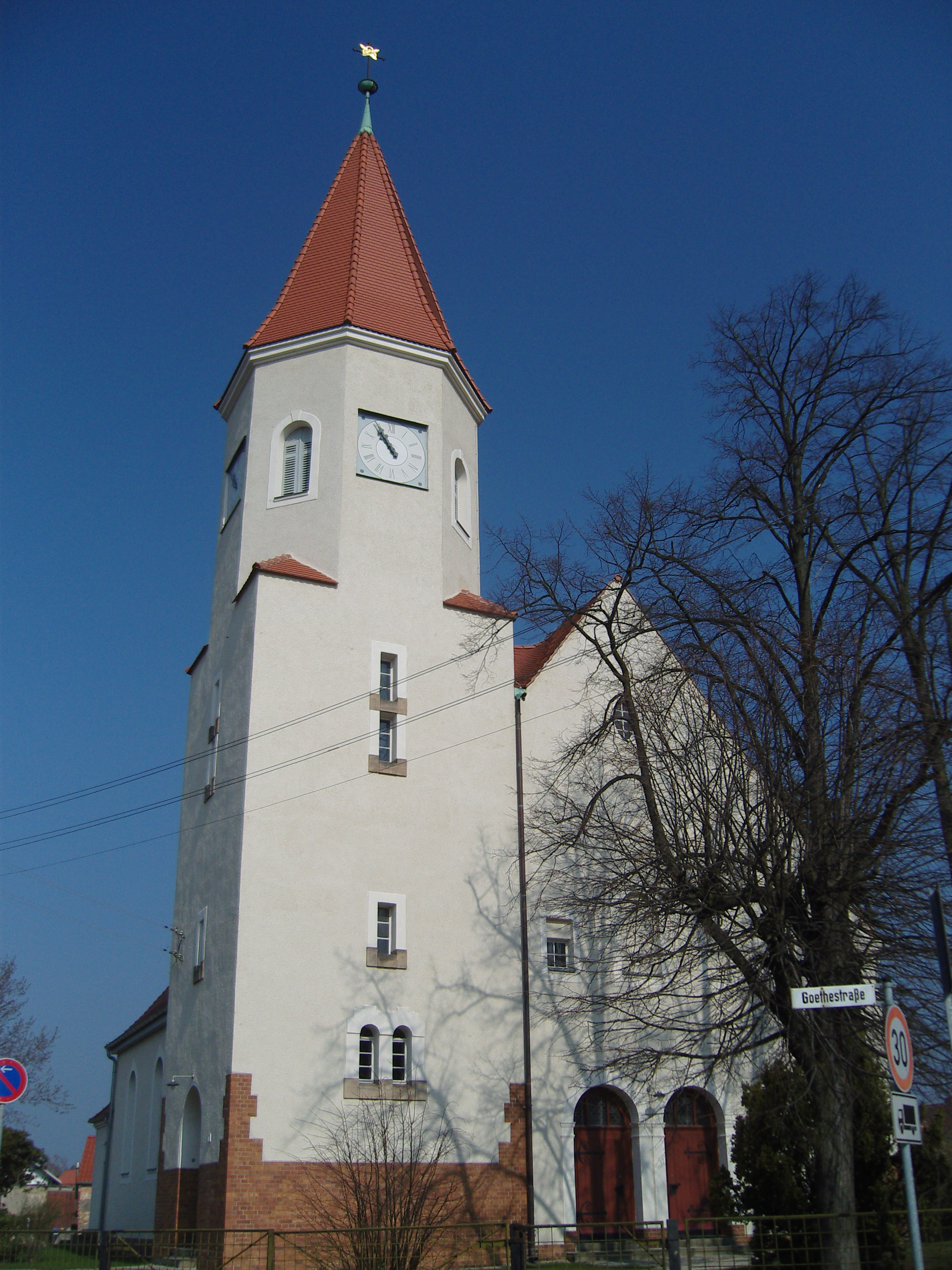
Iglesia del pueblo.

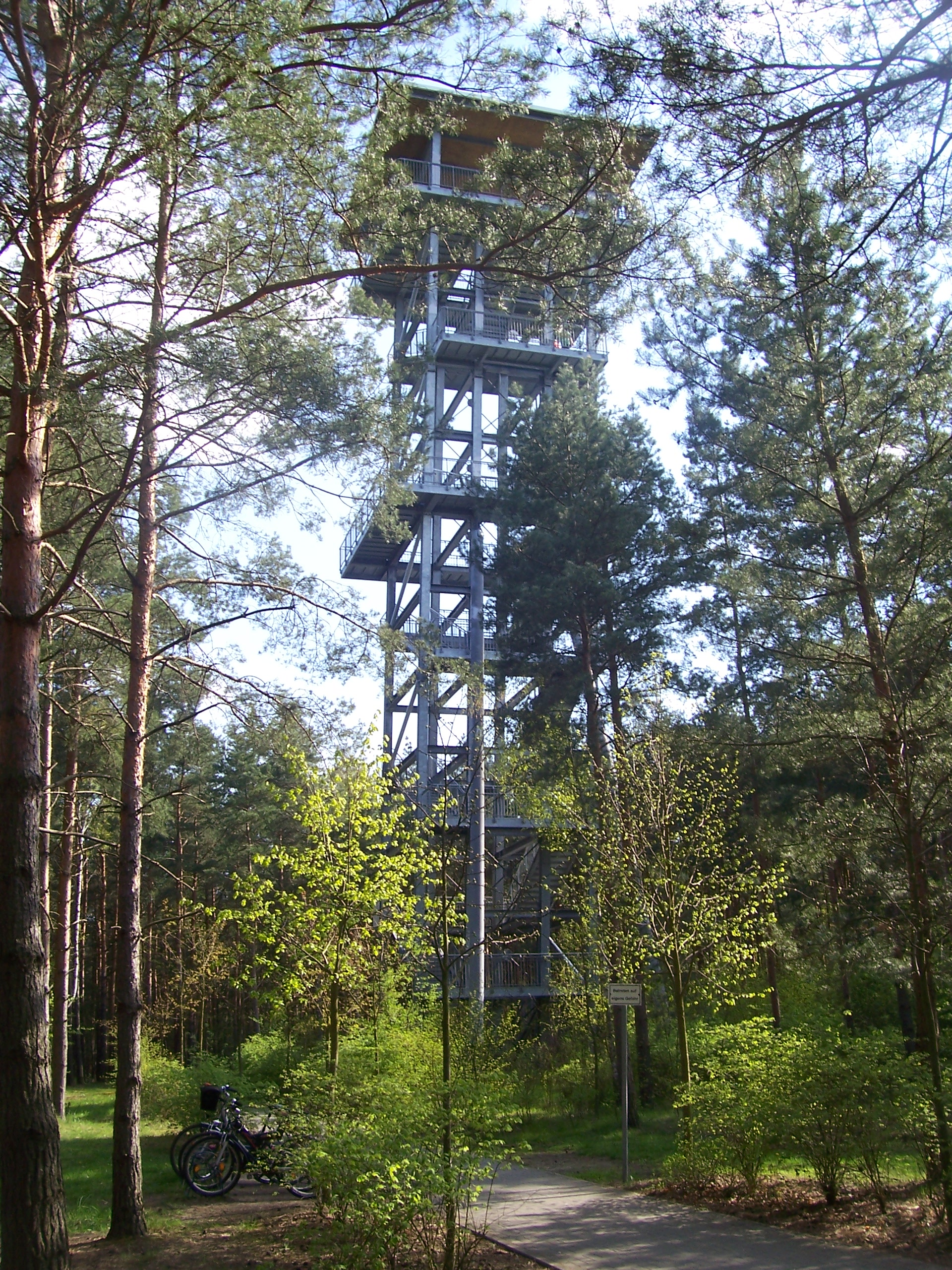
Torre vigía en la orilla sur del lago.

La iglesia del pueblo fue erigida y consagrada en 1913. Delante de la misma, se halla un monumento conmemorativo por los caídos en la Primera Guerra Mundial. También cabe destacar la cruz de piedra de Hosena.
Dentro del término municipal, se encuentra una torre vigía inclinada junto al Senftenberger See.

## Economía
Uno de los principales motores económicos del Hosena es la empresa Züblin Stahlbau GmbH con más de 300 trabajadores.

## Personas célebres
El catedrático de Fisicoquímica de la Universidad de Humboldt de Berlín Joachim Sauer, marido de la canciller Angela Merkel, nació en Hosena.

## Obras de referencia
- Isolde Rösler, Heinz Noack (editor del Kreismuseum Senftenberg): Senftenberger See Historische Wanderungen durch Buchwalde, Kleinkoschen, Großkoschen, Hosena, Peickwitz, Niemtsch, Brieske, Kolonie Marga, 1993, Geiger-Verlag Horb am Neckar, ISBN 3-89264-872-7.